# محمد جواد باهنر
محمد جواد باهنر (بالفارسية: محمدجواد باهنر) (5 سبتمبر 1933 - 30 أغسطس 1981 م) سياسي إيراني، من علماء الشيعة الإمامية. تتلمذ على يد آية الله روح الله الخميني. عين رئيسا للوزراء بعد الثورة الإسلامية، إلا أنه لم يشغل المنصب سوى 25 يوما، فقد اغتيل في انفجار يوم 30 أب 1981 م.

## النشأة والتعليم
ولد محمد جواد باهنر في 5 سبتمبر 1933 في مدينة كرمان إيران. درس باهنر المعارف الإسلامية في المدرسة المعصومية بـ كرمان، ذهب بعدها إلى قم، حيث أتم دراسة السطوح العالية للعلوم الإسلامية في الحوزة العلمية، فدرس الفقه على يد البروجردي، والفقه و الأصول على يد الخميني، والتفسير و الفلسفة على يد محمد حسين الطباطبائي، حصل على شهادة الماجستير في قسمي الإلهيات وأيضاً العلوم التربوبية، بعدها حصل على درجة الدكتوراه في فرع الإلهيات من جامعة طهران.

## مهنته ونشاطاته
بدأ باهنر مسيرته عضواً في هيئة التدريس في جامعة طهران، ليصبح أستاذاً للإلهيات. و قد سُجِن عدة مرات بسبب نشاطاته المناهضة للحكومة ودراسته في وزارة التربية والتعليم خلال سنة 1960 وحكم عليه بالسجن لمدة أحد عشر سنة من عام 1964 إلى عام 1975.
بعد الثورة الإسلامية أصبح باهنر أحد الأعضاء المؤسسين للحزب الجمهوري الإسلامي وأحد الأعضاء المؤسسين لمجلس الثورة في إيران. وأصبح أيضا وزير التربية والتعليم. بعد اغتيال محمد بهشتي في يوم 28 يونيو عام 1981، تم تعيينه سكرتيرا عاما للحزب حيث كان أيضا عضوا في اللجنة المركزية.
خدم باهنر في منصب وزير الثقافة والإرشاد الإسلامي تحت رئاسة الوزراء محمد علي رجائي من مارس 1981 إلى أغسطس 1981، هو واصل جهوده الكثيرة لتطهير الجامعات الإيرانية من التأثيرات العلمانية، الذي يعرف باسم الثورة الثقافية الإسلامية. عندما اختير رجائي رئيسا للجمهورية في 4 أغسطس 1981، اختار باهنر رئيس وزرائه.

## إغتياله
اغتيل باهنر في مكتبه، جنبا إلى جنب مع رئيس الجمهورية آنذاك محمد علي رجائي وثلاثة آخرين. عندما انفجرت قنبلة في مكتبه في طهران في 30 آب 1981. و قد تم التعرف على منفذ عملية الاغتيال وهو مسعود كشميري ناشطٌ في حركة مجاهدي خلق، الذي تسلل إلى داخل مكتب رئيس الوزراء بلباس مسؤول أمن الدولة. و دفن باهنر مع رجائي في مقبرة جنة الزهراء( بهشتى زهرا) في طهران.

## روابط خارجية
- محمد جواد باهنر على موقع الموسوعة البريطانية (الإنجليزية)
- محمد جواد باهنر على موقع مونزينجر (الألمانية)